# Gisela Tschofenig
Gisela Tschofenig, geb. Taurer (* 21. Mai 1917 in Landskron; † 27. April 1945 in Linz) war eine österreichische antifaschistische Widerstandskämpferin.

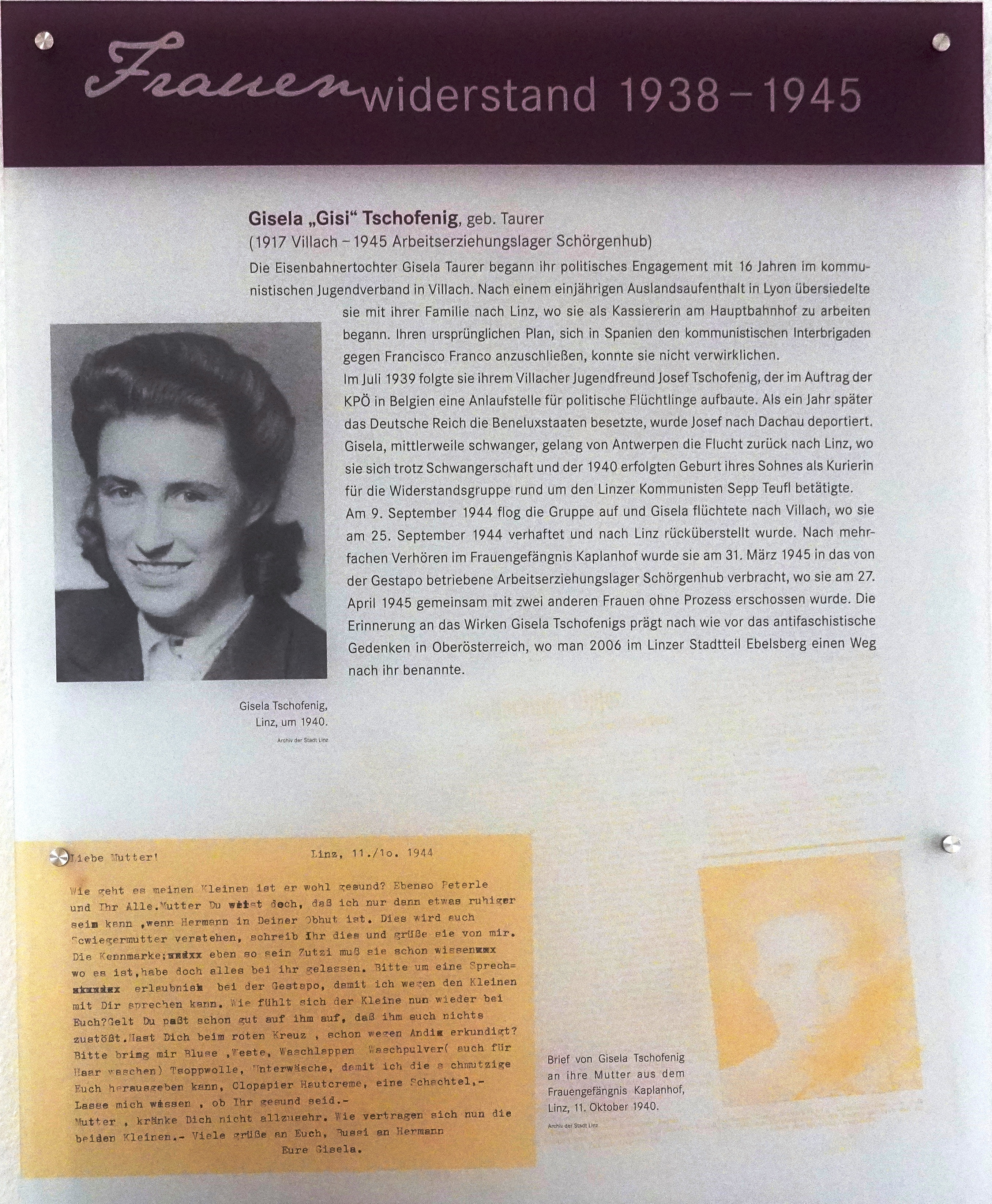
Gisela Tschofenig (*1917 †1945)

## Leben
Gisela Tschofenig stammte aus einer Eisenbahnerfamilie, wuchs in Kärnten auf und wurde von ihrer Eltern mit sozialistischer Gesinnung erzogen. Von Kindheit an war sie in sozialdemokratischen Jugendorganisationen tätig (Kinderfreunde, Rote Falken), 1932 wechselte sie zum Kommunistischen Jugendverband. Dort lernte sie auch ihren späteren Gatten, Josef Tschofenig, kennen. Bereits mit 16 Jahren kam sie wegen einer Flugblattaktion für den KJV in Villach mit der Polizei in Konflikt.
Nach der Volks- und Hauptschule absolvierte sie die dreijährige Höhere Lehranstalt für wirtschaftliche Berufe in Villach. 1935 übersiedelte sie gemeinsam mit ihrer Familie nach Linz, wohin ihr Vater, ein Lokführer, wegen politischer Unzuverlässigkeit versetzt worden war. Im April 1937 versuchte sie vergeblich mit ihrer Freundin Margarethe Gröblinger nach Spanien zu gelangen, um auf Seiten der Republik am Spanischen Bürgerkrieg teilnehmen zu können. Stattdessen arbeitete sie ein Jahr als Gouvernante in Lyon in Frankreich. Nach ihrer Rückkehr nach Linz im April 1938 war sie bis 1939 für die Deutsche Reichsbahn am Linzer Hauptbahnhof als Kassierin tätig.
Im Juli 1939 folgte sie ihrem Lebensgefährten Josef Tschofenig, einem Funktionär der illegalen KPÖ, nach Antwerpen in Belgien nach. Nach dessen Verhaftung infolge des Einmarsches der deutschen Wehrmacht im Mai 1940 kehrte sie auf legalem Wege nach Österreich zurück, wo sie in der kommunistischen Widerstandsgruppe um Josef „Sepp“ Teufl, dem Landesobmann der Kommunistischen Partei, tätig wurde. Sie fungierte als dessen Verbindungsperson, erledigte Kurierdienste und verfasste Flugblätter.
Am 21. Dezember 1940 wurde ihr Sohn Hermann geboren, am 3. Juni 1944 heiratete sie Tschofenig im KZ Dachau, wo dieser seit Dezember 1940 interniert war. Ihre Bemühungen um dessen Freilassung waren vergeblich. Wegen politischer Betätigung gegen das NS-Regime verhaftete die Gestapo Gisela Tschofenig am 25. September 1944 bei Villach, wohin sie sich im Juli gemeinsam mit ihrem Sohn zurückgezogen hatte, um der Verfolgung zu entgehen.
Sie wurde im Linzer Frauengefängnis Kaplanhof inhaftiert. Nach der Bombardierung des Gefängnisses am 31. März 1945 wurde sie in das Arbeitserziehungslager Schörgenhub verlegt, wo sie am 27. April 1945, nur sechs Tage vor der Befreiung des Lagers, von der SS erschossen wurde. Sie scheint auf keiner Totenliste auf, da wegen des Heranrückens der amerikanischen Truppen sowohl die Lagerleitung als auch die Bewachung flüchteten und keine Eintragungen mehr gemacht wurden. Eine überlebende Freundin wusste jedoch die Stelle, wo Gisela Tschofenig und weitere fünf Opfer verscharrt wurden. Ihr Vater exhumierte ihren Leichnam am 13. Mai 1945, und am 15. Mai 1945 wurde sie auf dem Friedhof Linz-Kleinmünchen beigesetzt.

## Ehrungen
- 2006 wurde im Linzer Stadtteil Ebelsberg eine Straße nach Gisela Tschofenig benannt. Der Tschofenigweg verläuft nach der Kremsmünsterer Straße 38 (Volkshaus) erst in nördlicher, dann in westlicher Richtung durch die Wohnanlage und ist eine Sackgasse.